# Schönbühel-Aggsbach

Le château de Schloss Schönbühel à Schönbühel-Aggsbach. Photo septembre 2018.

Schönbühel-Aggsbach est une commune autrichienne du district de Melk en Basse-Autriche.

## Patrimoine
- Chartreuse d'Aggsbach fondée en 1380.
- Château d'Aggstein